# مهرجان عنب نابولي

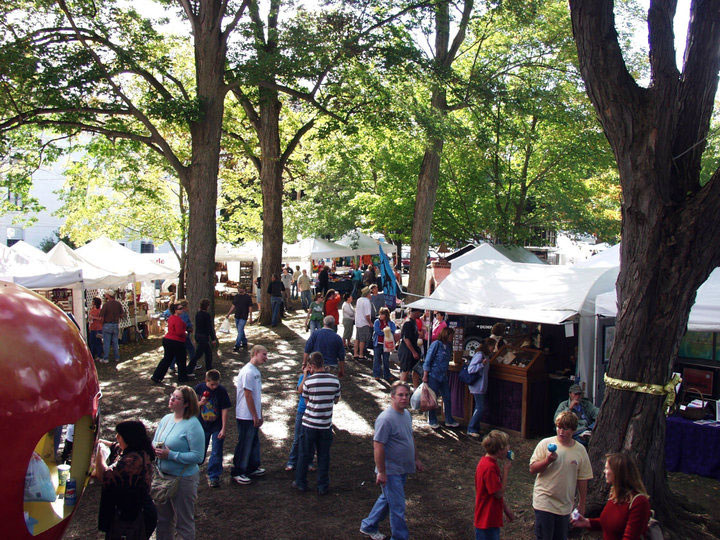
مهرجان عنب نابولي

إن مهرجان عنب نابولي (بالإنجليزية: Naples Grape Festival)‏ مهرجان سنوي في نابولي، نيويورك، الولايات المتحدة، مخصص للعنب. وتقع مدينة نابولي في وسط منطقة زراعة العنب الأمريكية بالبحيرات الأصبعية، وهي منطقة معروفة بزراعة العنب وصناعة النبيذ في منطقة البحيرات الأصبعية في شمال ولاية نيويورك.
والمهرجان، الذي يقام منذ عام 1961، يشمل تجار الفن والصناعات اليدوية، وخيمة تذوق النبيذ، والطعام، والموسيقى الحية، ومسابقة فطائر العنب.